# Барт, Огюст
Огюст Барт (фр. Auguste Barth; 9 апреля 1834, Страсбург — 29 ноября 1916, Париж) — французский востоковед.
С 1857 г. работал учителем риторики и логики в лицее в Буксвиллере. Подступающая глухота означала конец его педагогической карьеры, и Барт начал изучать санскрит, чтобы найти себе новое занятие. После того, как в 1871 г. по итогам Франко-прусской войны Эльзас, где жил Барт, был присоединён к Германии, учёный обосновался в Женеве, где выступил с первыми критическими статьями о научных изданиях по индологии. Их успех привёл к приглашению Барта в Париж, где он продолжил работу. В 1877 г. по приглашению Фредерика Лихтенберже Барт выступил редактором статьи о религиях Индии для «Энциклопедии религиоведения», однако эта работа так увлекла его, что привела к появлению его первой книги «Религии Индии» (фр. Les Religions de l'Inde; 1879). В дальнейшем, религии Индии стали основной темой его работ.
В 1893 году был принят в Академию надписей и изящной словесности.
В 1896 году стал иностранным членом Королевской академия наук и искусств Нидерландов.